# Błagojcze Lamczewski
Błagojcze Lamczewski (mac. Благоја Љамчевски; ur. 7 kwietnia 1987 w Bitoli) – macedoński piłkarz grający na pozycji pomocnika.

## Kariera piłkarska
Lamczewski profesjonalną karierę rozpoczął w klubie FK Makedonija Dźorcze Petrow. Na początku kariery dość często zmieniał kluby. W latach 2007−2010 występował kolejno w Włazrimi Kiczewo, kolejny raz w FK Makedonija Dźorcze Petrow, Rabotniczki Skopje, Pobeda Prilep i FK Pelister. Latem 2010 roku trafił do klubu Metałurg Skopje.

## Kariera reprezentacyjna
Lamczewski w reprezentacji Macedonii zadebiutował 11 czerwca 2013 roku w towarzyskim spotkaniu przeciwko Norwegii. Na boisku pojawił się w 46. minucie. Dotychczas zaliczył tylko jeden występ w kadrze (stan na 14 lipca 2013).
| Mecze i gole w reprezentacji | Mecze i gole w reprezentacji | Mecze i gole w reprezentacji | Mecze i gole w reprezentacji | Mecze i gole w reprezentacji | Mecze i gole w reprezentacji | Mecze i gole w reprezentacji |
| 2013                         | 2013                         | 2013                         | 2013                         | 2013                         | 2013                         | 2013                         |
| ---------------------------- | ---------------------------- | ---------------------------- | ---------------------------- | ---------------------------- | ---------------------------- | ---------------------------- |
| 1.                           | 11.06.2013                   | Oslo, Norwegia               | Norwegia                     | 0:2                          | 0                            | towarzyski                   |

## Sukcesy
- Puchar Macedonii: 2006 (Makedonija); 2009 (Rabotniczki); 2011 (Metalurg)